# 莫朗 (上索恩省)
莫朗（法語：Mollans，法語發音：[mɔlɑ̃]）是法国上索恩省的一个市镇，属于吕尔区。

## 地理
莫朗（47°38'57"N, 6°22'13"E）面积13.45 平方千米，位于法国勃艮第-弗朗什-孔泰大區上索恩省，该省份为法国东部内陆省份，北起顺时针与孚日省、贝尔福地区省、杜省、汝拉省、科多尔省和上马恩省接壤。
与莫朗接壤的市镇（或旧市镇、城区）包括：阿尔珀南、热讷夫勒耶、列旺、波穆瓦、维莱吕尔。

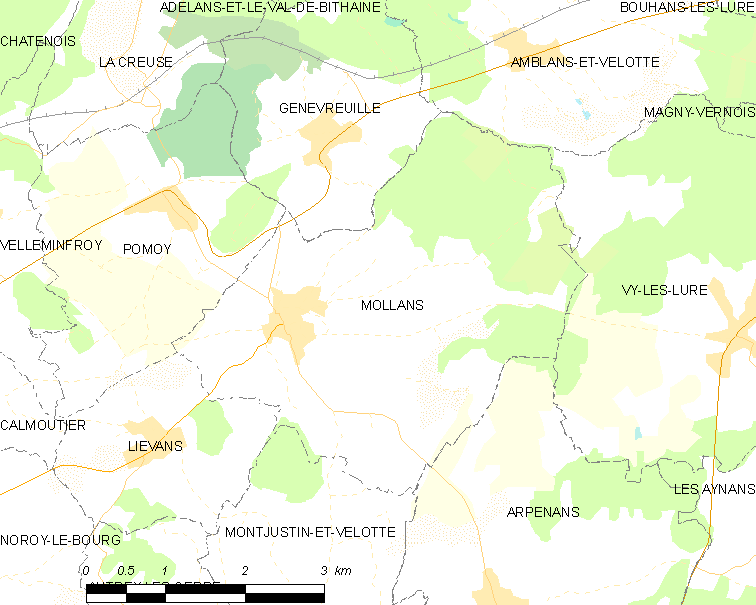
的OSM定位图

莫朗的时区为UTC+01:00、UTC+02:00（夏令时）。

## 行政
莫朗的邮政编码为70240，INSEE市镇编码为70351。

## 政治
莫朗所属的省级选区为吕尔第二县。

## 人口

1962-2008年间人口变化图示

莫朗于2022年1月1日时的人口数量为236人。